# شهرستان چانگتو
شهرستان چانگتو (به لاتین: Changtu County) یک منطقهٔ مسکونی در چین است که در تیلینگ واقع شده‌است. شهرستان چانگتو ۴٬۳۲۱٫۷ کیلومتر مربع مساحت دارد ۱۵۲ متر بالاتر از سطح دریا واقع شده‌است.